# Горан Вујевић
Горан Вујевић (Цетиње 27. фебруар 1973) бивши је српски одбојкаш и репрезентативац Југославије и Србије и Црне Горе. Игра на позицији примача и био је званично најбољи сервер света. Последњи тим за који је наступао је био италијански Сир Сејфти из Перуђе.

## Играчка каријера
Каријеру је започео у ОК Партизан, када је имао 17 година, и за Партизан је играо шест сезона од 1990/91. до 1995/96. Са Партизаном је освојио првенство и куп Југославије у сезони 1990/91. Након тога, наступао је за италијанске клубове Брешу и Ферару, да би сезоне 1998/99. играо за ОК Олимпијакос у Атини, где му је тренер био Зоран Гајић. 
За репрезентацију Југославије почео је да игра истовремено када и већина осталих репрезентативаца његове генерације - у квалификацијама за Еуро првенство у Атини 1995. Са репрезентацијом је освојио две бронзане, сребрну и златну медаљу на европским првенствима, бронзану и златну медаљу на Олимпијским играма 1996. и 2000. године и сребрну медаљу на Светском првенству 1998. године.

### Клупски успеси
- Партизан
  - Првенство СФР Југославије (1) : 1990/91.
  - Куп СФР Југославије (1) : 1990/91.
- Олимпијакос
  - Првенство Грчке (1) : 1998/99.
  - Куп Грчке (1) : 1998/99.

## Остало
Горан је у браку с Италијанком Франческом и отац је двоје деце, од којих је старији син Стефан од пет година преминуо октобра 2013.